# Liste der Bodendenkmäler in Bindlach
Auf dieser Seite sind die Bodendenkmäler in der oberfränkischen Gemeinde Bindlach zusammengestellt. Diese Tabelle ist eine Teilliste der Liste der Bodendenkmäler in Bayern. Grundlage ist die Bayerische Denkmalliste, die auf Basis des Bayerischen Denkmalschutzgesetzes vom 1. Oktober 1973 erstmals erstellt wurde und seither durch das Bayerische Landesamt für Denkmalpflege geführt wird. Die folgenden Angaben ersetzen nicht die rechtsverbindliche Auskunft der Denkmalschutzbehörde.

## Bodendenkmäler der Gemeinde Bindlach

### Bodendenkmäler in der Gemarkung Benk
| Lage            | Objekt | Akten-Nr.     | Bild |
| --------------- | --- | ------------- | ---- |
| Benk (Standort) | Vorgängerbauten sowie Befunde des Mittelalters und der frühen Neuzeit im Bereich der evangelisch-lutherischen Pfarrkirche St. Walburga von Benk. | D-4-5935-0021 |      |
| Benk (Standort) | Freilandstation des Spätpaläolithikums und Siedlung des Spätneolithikums sowie Wüstung des Hochmittelalters.                                     | D-4-6035-0045 |      |

### Bodendenkmäler in der Gemarkung Bindlach
| Lage                | Objekt | Akten-Nr.     | Bild |
| ------------------- | --- | ------------- | ---- |
| Bindlach (Standort) | Siedlung des Neolithikums. | D-4-5935-0027 |      |
| Bindlach (Standort) | Körpergräber karolingisch-ottonischer Zeitstellung. | D-4-6035-0003 |      |
| Bindlach (Standort) | Siedlung des Neolithikums, der Hallstattzeit und der frühen Latènezeit | D-4-6035-0046 |      |
| Bindlach (Standort) | Siedlung vorgeschichtlicher Zeitstellung, der römischen Kaiserzeit und Wüstung des hohen und späten Mittelalters.                                                         | D-4-6035-0049 |      |
| Bindlach (Standort) | Siedlung der frühen Latènezeit | D-4-6035-0055 |      |
| Bindlach (Standort) | Mittelalterlicher Turmhügel | D-4-6035-0056 |      |
| Bindlach (Standort) | Mittelalterliche Wüstung | D-4-6035-0063 |      |
| Bindlach (Standort) | Siedlung der späten Bronzezeit, der Urnenfelderzeit und der frühen Latènezeit                                                                                             | D-4-6035-0064 |      |
| Bindlach (Standort) | Siedlung vorgeschichtlicher Zeitstellung | D-4-6035-0070 |      |
| Bindlach (Standort) | Siedlung der späten Urnenfelderzeit und der Hallstattzeit | D-4-6035-0082 |      |
| Bindlach (Standort) | Mittelalterliche Vorgängerbauten und untertägige Teile der frühneuzeitlichen evangelisch-lutherischen Pfarrkirche St. Bartholomäus von Bindlach mit ehemalige Kirchenburg | D-4-6035-1008 |      |

### Bodendenkmäler in der Gemarkung Crottendorf
| Lage                   | Objekt                                                           | Akten-Nr.     | Bild |
| ---------------------- | ---------------------------------------------------------------- | ------------- | ---- |
| Crottendorf (Standort) | Burgstall des frühen und hohen Mittelalters.                     | D-4-6035-0004 |      |
| Crottendorf (Standort) | Burgstall des Mittelalters.                                      | D-4-6035-0005 |      |
| Crottendorf (Standort) | Freilandstation des Mesolithikums und Siedlung des Neolithikums. | D-4-6035-0074 |      |

### Bodendenkmäler in der Gemarkung Ramsenthal
| Lage                  | Objekt                                              | Akten-Nr.     | Bild |
| --------------------- | --------------------------------------------------- | ------------- | ---- |
| Ramsenthal (Standort) | Siedlung vor- und frühgeschichtlicher Zeitstellung. | D-4-5935-0024 |      |